# Лиходеевка
Лиходеевка — река в России, протекает по территории Терского района Мурманской области. Впадает в Белое море. Длина реки — 40 км, площадь её водосборного бассейна — 295 км². Берёт своё начало из Лиходеевских озёр.
В 20 км от устья, по левому берегу реки впадает река Нижняя Развила.

## Данные водного реестра
По данным государственного водного реестра России относится к Баренцево-Беломорскому бассейновому округу, водохозяйственный участок реки — реки бассейна Белого моря от западной границы бассейна реки Иоканга (мыс Святой Нос) до восточной границы бассейна реки Нива, без реки Поной, речной подбассейн реки — подбассейн отсутствует. Речной бассейн реки — бассейны рек Кольского полуострова и Карелии, впадает в Белое море.